# استودیر
استودیر (ایسلندی: Stoðir) شرکت سرمایه‌گذاری ایسلندی است، که در سال ۱۹۷۳ تأسیس شد.